# مادینار، بوتسوانا
مادینار (به انگلیسی: Mmadinare) شهری در ناحیهٔ مرکزی کشور بوتسوانا است که در سال ۲۰۰۰ میلادی ۱۵٬۷۱۲ نفر جمعیت داشته که از این تعداد، ۷٬۶۰۰ نفر مرد و ۸٬۱۱۲ نفر زن بوده‌اند.